# Wilhelm Kaczmarski
Wilhelm Kaczmarski (ur. 28 stycznia 1895 w Lipinach, zm. 13 października 1960) – górnik, działacz Komunistycznej Partii Górnego Śląska, KPP, PPS i PZPR, 1954–1959 zastępca członka KC PZPR.

## Życiorys
Syn górnika Emanuela i Janiny. Ukończył 7 klas szkoły powszechnej, po czym został górnikiem. Pracował w kopalniach „Matylda”, „Paweł” i „Florentyna”, w latach 1911–1913 w kopalni „Śląsk”. Od 1911 członek sekcji polskiej Socjaldemokratycznej Partii Niemiec i działacz związku zawodowego górników. W 1913 współorganizował strajk, za co został zwolniony. Później był górnikiem w Nadrenii i Westfalii. 1915 powołany do pruskiego wojska i wysłany na front zachodni, w czerwcu 1916 zdezerterował i pracował w kopalniach we Francji. W 1917 wstąpił do Armii gen. Hallera. W szeregach Błękitnej Armii powrócił do kraju, gdzie zwolniony został do pracy plebiscytowej i przygotowawczo-powstańczej na terenie Górnego Śląska. W 1920 działał w Komunistycznej Partii Górnego Śląska, a potem w KPP. Kandydat do Sejmu Śląskiego z listy komunistycznej. 1921–1924 członek Komitetu Strajkowego kopalni „Śląsk” i przewodniczący Rady Zakładowej. Po wsypie w szeregach KPP w 1926 wstąpił do legalnej PPS, w której od 1927 był przewodniczącym zarządu w Chropaczowie, a od 1928 członkiem Okręgowego Komitetu Robotniczego w Katowicach. Od 1931 działacz Centralnego Związku Górników; członek Zarządu Głównego, sekretarz okręgowy w Katowicach i przewodniczący oddziału w Chropaczowie. W 1938 delegat na Radomski Kongres PPS. Działacz TUR i „Siły”.
W czasie okupacji niemieckiej ukrywał się przed gestapo, prowadził akcję dywersyjną, stanął na czele tajnych oddziałów milicji PPS, którą organizowano przy zakładach pracy. W 1940 na 2 tygodnie aresztowany. Od 1941 robotnik rolny w Piekarach Śląskich.
Z dniem 4 listopada 1946 został mianowany zastępcą naczelnego dyrektora Bytomskiego Zjednoczenia Przemysłu Węglowego. W latach 1945–1948 członek Wojewódzkiego Komitetu i Rady Naczelnej PPS. Zwolennik połączenia PPS i PPR. W latach 1954–1959 zastępca członka KC PZPR. Członek Komitetu Wojewódzkiego PZPR w Katowicach i Komitetu Miejskiego PZPR w Bytomiu. 

## Ordery i odznaczenia
- Krzyż Komandorski Orderu Odrodzenia Polski
- Złoty Krzyż Zasługi (30 czerwca 1954)[3]
- Srebrny Krzyż Zasługi (18 stycznia 1946)[4]
- Medal 10-lecia Polski Ludowej (1955)